# Roos (aandoening)

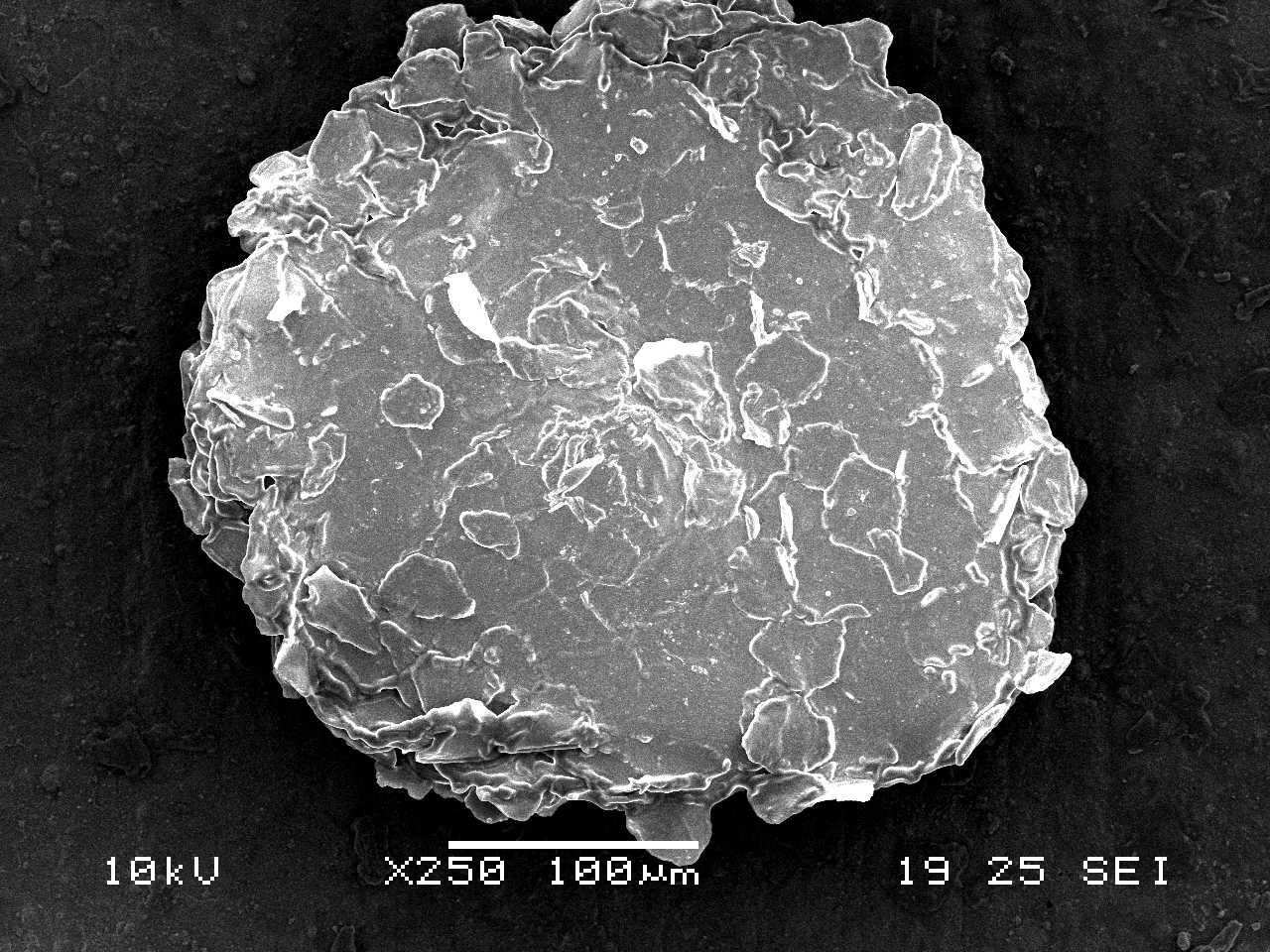
Microscopisch stukje roos

Roos (Latijn: Pityriasis simplex capillitii) ofwel hoofdroos is een huidaandoening waarbij dode huidcellen van de kruin loslaten. Deze dode huidcellen zijn in het hoofdhaar zichtbaar als witte schilfertjes.
Het afscheiden van dode huidcellen is een normaal verschijnsel daar de epidermis zichzelf steeds vernieuwt. Gemiddeld worden dagelijks 487.000 cellen per cm2 afgescheiden. Bij roos wordt dit aantal echter enorm verhoogd, waardoor de dode huidcellen zichtbaar aanwezig zijn in het hoofdhaar.

## Oorzaken

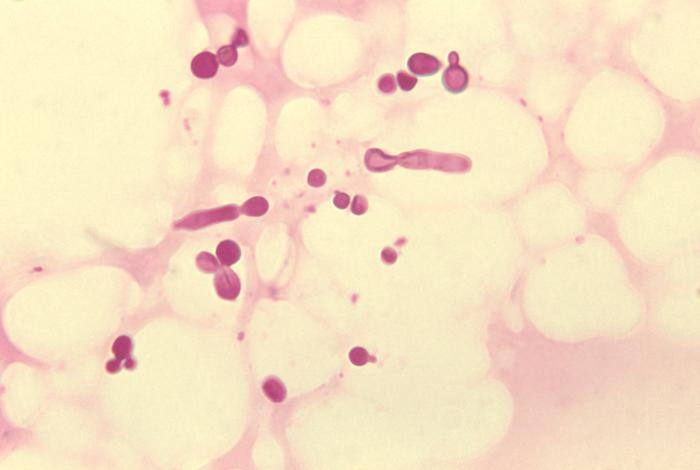
Malassezia furfur-soorten kunnen roos veroorzaken

Roos kent verschillende oorzaken, zoals blootstelling aan extreme hitte of kou. Andere oorzaken zijn:
- Verhoogde talgproductie.[3]
- Metabolisch bijproduct van micro-organismen (voornamelijk gisten van het geslacht Malassezia).[4][5][6][7][8]
- Individuele gevoeligheid.

In oudere literatuur wordt ook de schimmel Malassezia furfur vaak genoemd als veroorzaker van roos.

## Behandeling
Er zijn verschillende soorten shampoo op de markt waarmee roos kan worden behandeld.
Bekende stoffen die tegen roos gebruikt kunnen worden zijn:
- Salicylzuur: om de aangetaste huidcellen te verwijderen.
- Steenkoolteer: vertraagt de productie van huidcellen en heeft een ontstekingsremmend effect.
- Zwavel
- Seleensulfide